# Don Lamond

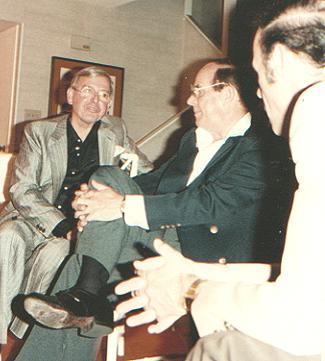
Kai Winding, Don Lamond und Bubba Kolb in der Village Jazz Lounge in Walt Disney World

Donald Douglas „Don“ Lamond (* 18. August 1920 in Oklahoma City, Oklahoma; † 23. Dezember 2003 in Orlando, Florida) war ein amerikanischer Jazz-Schlagzeuger.

## Leben und Wirken
Lamond studierte am Peabody Conservatory in Baltimore, bevor er Mitglied von Sonny Dunhams Band wurde. Er arbeitete im Folgejahr mit Boyd Raeburn und wurde 1945 Nachfolger von Dave Tough in Woody Hermans First Herd bis zu dessen Auslösung Ende 1946. Auch dem zweiten Orchester Hermans 1947–49 gehörte er an. In der Zeit dazwischen arbeitete er u. a. mit Charlie Parker und Benny Goodman.
In den 1950er und 1960er Jahren wirkte Lamond vorwiegend als Studiomusiker in New York City und spielte Aufnahmen mit Stan Getz, Zoot Sims, Johnny Smith, Benny Goodman, Ruby Braff, dem Sauter-Finegan Orchestra, Sonny Stitt, Johnny Guarnieri, Jack Teagarden, Quincy Jones, George Russell, Bob Crosby, Kai Winding und anderen ein. In dieser Zeit zählte Lamond zu den führenden Schlagzeugern des Mainstream-Jazz.
Ende der 1960er Jahre wurde er Mitglied von George Weins Newport Festival All-Stars und nahm mit Musikern wie Red Norvo, Maxine Sullivan, Bucky Pizzarelli und dem Violinduo Joe Venuti und Stéphane Grappelli auf. In den 1970er Jahren zog Lamond nach Florida und gründete dort seine Big Swing Band.

## Diskographie
- Off Beat Percussion mit Phil Bodner, Bob Haggart, Dick Hyman, Al Klink, Walt Levinsky, Tony Mottola, Bobby Rosengarden, Doc Severinsen, Stanley Webb, 1962
- Extraordinary mit Ben Clement, Don Scalleta, Ron Gilotti, Terry Lamond, 1977; 1982